# 昭和16年夏の敗戦
『昭和16年夏の敗戦』（しょうわじゅうろくねんなつのはいせん）は、1983年初出版の猪瀬直樹によるノンフィクション小説。
当初は題名『昭和16年夏の敗戦 総力戦研究所"模擬内閣"の日米戦必敗の予測』で、世界文化社より1983年8月に出版された。
後に改題され、文藝春秋の文春文庫より1986年8月25日に出版。小学館『日本の近代 猪瀬直樹著作集』とその電子版『猪瀬直樹電子著作集「日本の近代」』の第8巻として、題名『日本人はなぜ戦争をしたか』で、2002年7月1日に出版。中央公論新社の中公文庫より2010年6月に出版、その新版が2020年6月24日に出版された。

## 概要
太平洋戦争開戦前夜の1941年（昭和16年）の夏、総力戦研究所でアメリカと開戦した場合のシミュレーションが行われ、「日本必敗」という結論が導き出されていたにもかかわらず戦争へ突入していった史実を描いた。

## テレビドラマ

### 1991年版
『開戦五十年特別企画 昭和16年の敗戦』（かいせんごじゅうねんとくべつきかく しょうわじゅうろくねんなつのはいせん）は、本書を原作とするフジテレビジョン・東宝制作による単発ドラマ。
1991年12月6日にフジテレビ系「金曜ドラマシアター」枠で放送されたテレビドラマである。

#### スタッフ (1991年版)
- 原作：猪瀬直樹（「昭和16年夏の敗戦」より）
- 脚本：長坂秀佳
- 演出：木下亮
- プロデューサー：針生宏（東宝）、津島平吉
- 音楽：小六禮次郎
- 制作：フジテレビ、東宝

#### キャスト (1991年版)
- 久保山亮一：中村雅俊
- 秋島昇平：神田正輝
- 飯田千太郎：田村高廣
- 久保山久子：中田喜子
- 志垣清：勝野洋
- 野崎学：三浦浩一
- 森吾郎：別所哲也
- 朝川誠司：美木良介
- 増沢健：誠直也
- 田中亜矢子：吉川十和子
- 松家馨：勝部演之
- 大泉良廣：内田直哉
- 吉田弥吉：石橋蓮司
- 片岡弘貴
- 新井康弘
- 秋間登
- 池田貴尉
- 辻つとむ
- 新井つねひろ
- 江藤漢
- 平野稔
- 丸岡奨詞
- 福岡正剛
- 金子由之
- 奈良坂篤
- 山下徳久
- 仙波和之
- 小山武宏
- 寺内よりえ
- 大林丈史
- 松岡洋右：戸浦六宏
- 東條英機：高松英郎
- 近衛文麿：仲谷昇
- ナレーター：鈴木瑞穂

### 2025年版
「NHKスペシャル終戦80年ドラマ『シミュレーション～昭和16年夏の敗戦～』」は、本書を原案とするNHK制作による連続ドラマ。前・後編の二部作で、NHK総合にて2025年8月16日・17日に放送された。

#### キャスト (2025年版)
- 宇治田洋一：池松壮亮[4]

摸擬内閣の「内閣総理大臣」。産業組合中央金庫調査課長。
- 樺島茂雄：仲野太賀[5]

摸擬内閣の「内閣書記官長兼情報局総裁」。同盟通信社政治部記者。
- 村井和正：岩田剛典[5]

摸擬内閣の「海軍大臣」。海軍少佐。
- 高城源一：中村蒼[5]

摸擬内閣の「陸軍大臣」。陸軍少佐。
- 峯岸草一：三浦貴大[5]

摸擬内閣の「企画院総裁」。企画院物価局事務官。
- 宇治田小百合：二階堂ふみ[5]

宇治田の妹。日中戦争で夫を亡くす。
- 宇治田英二：杉田雷麟[5]

宇治田の弟。作家志望。
- 井川忠雄：別所哲也[5]

産業組合中金理事で宇治田の上司。宇治田を総力戦研究所の研究員に推薦。
- 近衛文麿：北村有起哉[5]

内閣総理大臣。直属機関として総力戦研究所を設立し、開戦後のシミュレート研究を命じる。
- 鈴木貞一：嶋田久作[5]

企画院総裁。
- 昭和天皇：松田龍平[5]

当時40歳。当初は和平交渉による対米開戦回避を求めていたが容認することとなる。
- 木戸幸一：奥田瑛二[5]

内大臣で天皇の最側近。政権を投げ出した近衛の後任として東條英機を推薦。
- 板倉大道：國村隼[5]

総力戦研究所所長として摸擬内閣を組織。陸軍少将。
- 瀬古明：佐藤隆太[5]

陸軍中佐。摸擬内閣メンバーと接触を持つ。
- 武藤章：中野英雄[5]

陸軍省軍務局長。陸軍少将。
- 西村良穂：江口洋介[5]

陸軍省軍務局高級課員で陸軍中佐。総力戦研究所の設立に関与し、宇治田と通じている。
- 東條英機：佐藤浩市[5]

陸軍大臣を経て近衛辞任後の内閣総理大臣。
- 宇治田初子：浅利香那芽[6]

宇治田の姪。小百合の子。

#### スタッフ (2025年版)
- 脚本・編集・演出：石井裕也[4]
- 原案：猪瀬直樹
- 題字：赤松陽構造[5]
- 音楽：岩代太郎[5]
- 制作統括：新延明（NHK）、家冨未央（NHKエンタープライズ）、布川均（ポニーキャニオン）、橋本櫻（東京テアトル）、永井拓郎（RIKIプロジェクト）[5]
- 制作：NHK、NHKエンタープライズ、RIKIプロジェクト[5]

#### 事故
2025年4月2日、京都府船井郡京丹波町のロケーション施設で、戦場シーンで準備していた音と煙を出すための火薬を使った装置が撮影前に誤って作動する事故が発生し、アクション専門の出演者5人が耳鳴りなどの症状を訴え、うち1人が左耳の鼓膜の一部を損傷するけがをした。